# Эта Гидры
Эта Гидры (лат. η Hydrae), 7 Гидры (лат. 7 Hydrae), HD 74280 — двойная звезда в созвездии Гидры на расстоянии приблизительно 428 световых лет (около 131 парсек) от Солнца. Видимая звёздная величина звезды — от +4,33m до +4,27m. Возраст звезды определён как около 31,6 млн лет.

## Характеристики
Первый компонент — бело-голубая пульсирующая переменная звезда типа Беты Цефея (BCEP) спектрального класса B2IV-V, или B2V, или B3V, или B3. Масса — около 5,211 солнечной, радиус — около 4,622 солнечного, светимость — около 1531,97 солнечной. Эффективная температура — около 15654 K.
Второй компонент — коричневый карлик. Масса — около 39,85 юпитерианской. Удалён в среднем на 2,593 а.е..